# Nino Ricci
Nino Ricci (Leamington, 1959) è uno scrittore canadese di origini italiane.

## Biografia
È nato a Leamington, Ontario nel 1959 in una famiglia di immigranti italiani provenienti dal Molise, più precisamente dall'hinterland di Agnone. Si è laureato nel 1981 in letteratura inglese presso la York University di Toronto, ed ha in seguito, nel 1987, ottenuto una seconda laurea in scrittura creativa e letteratura canadese alla Concordia University di Montréal.
Nella sua vita ha viaggiato molto in Europa ed in Africa: in Nigeria, ha anche insegnato per due anni lingua e letteratura inglese in una scuola superiore, ed in Italia, a Firenze ha studiato per un anno letteratura italiana.
Attualmente vive a Toronto, dove si dedica principalmente alla scrittura.

## Opere

### Romanzi
- Vite dei Santi (Lives of the Saints), 1990. È il primo volume di quella che diventerà una trilogia. È presto un best seller tradotto in 10 lingue[4], vince il Governor General's Award nella categoria "Fiction"[5] e il Betty Trask Award[6], guadagnandosi una fama a livello internazionale. Dal romanzo è tratto anche una miniserie televisiva, dal titolo La terra del ritorno, diretta da Jerry Ciccoritti[7].
- In a Glasshouse, 1993. È il secondo volume della trilogia.
- Il Fratello Italiano (Where She Has Gone), 1997. Conclusione della trilogia.
- Testament, 2002.
- The Origin of Species, 2008
- Sleep, 2015

### Saggi/Memoir
- Radici e frontiere (Roots and Frontiers, 2003.)
- Pierre Elliott Trudeau, 2009.